# 湯治

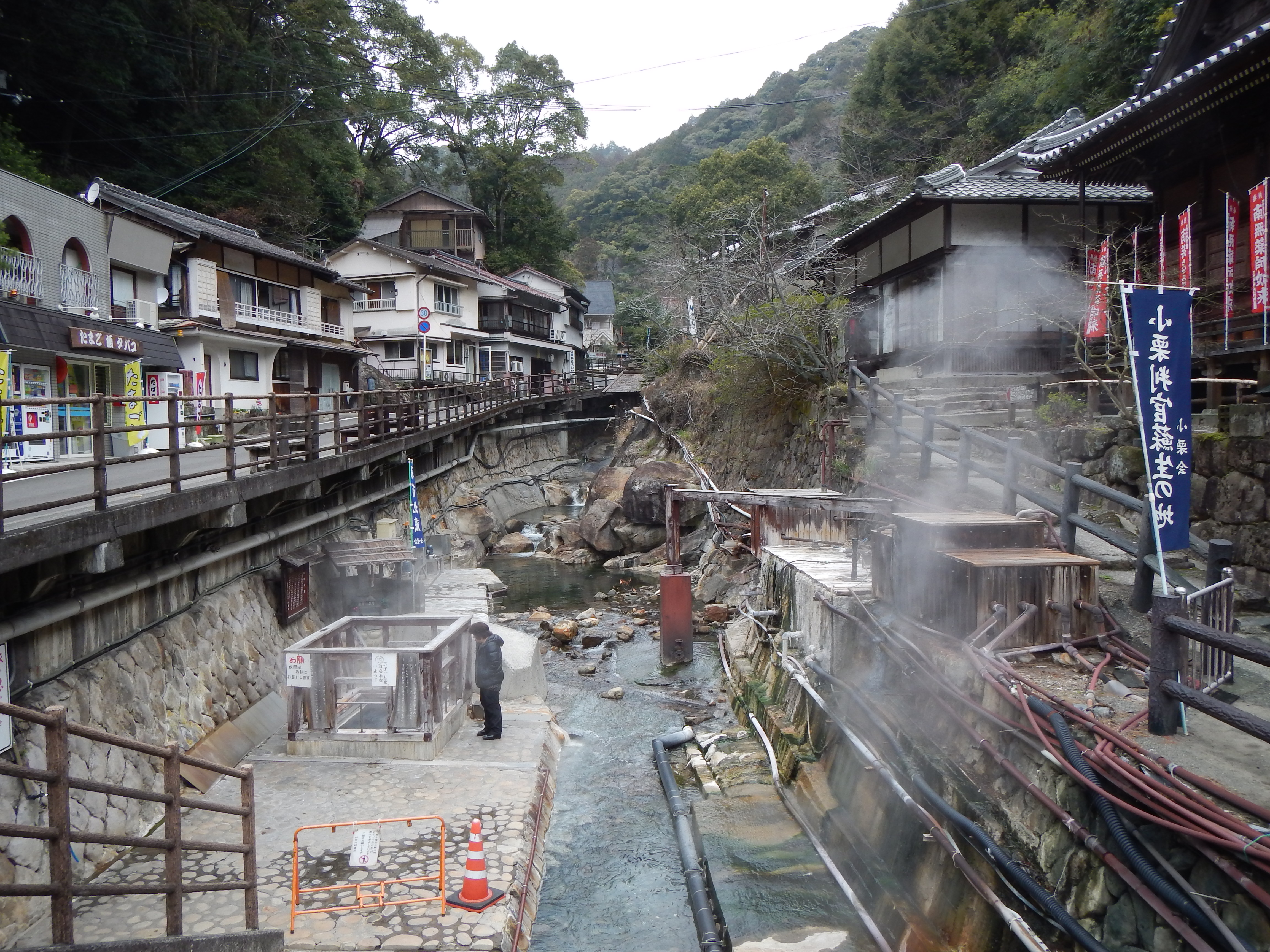
湯之峰溫泉

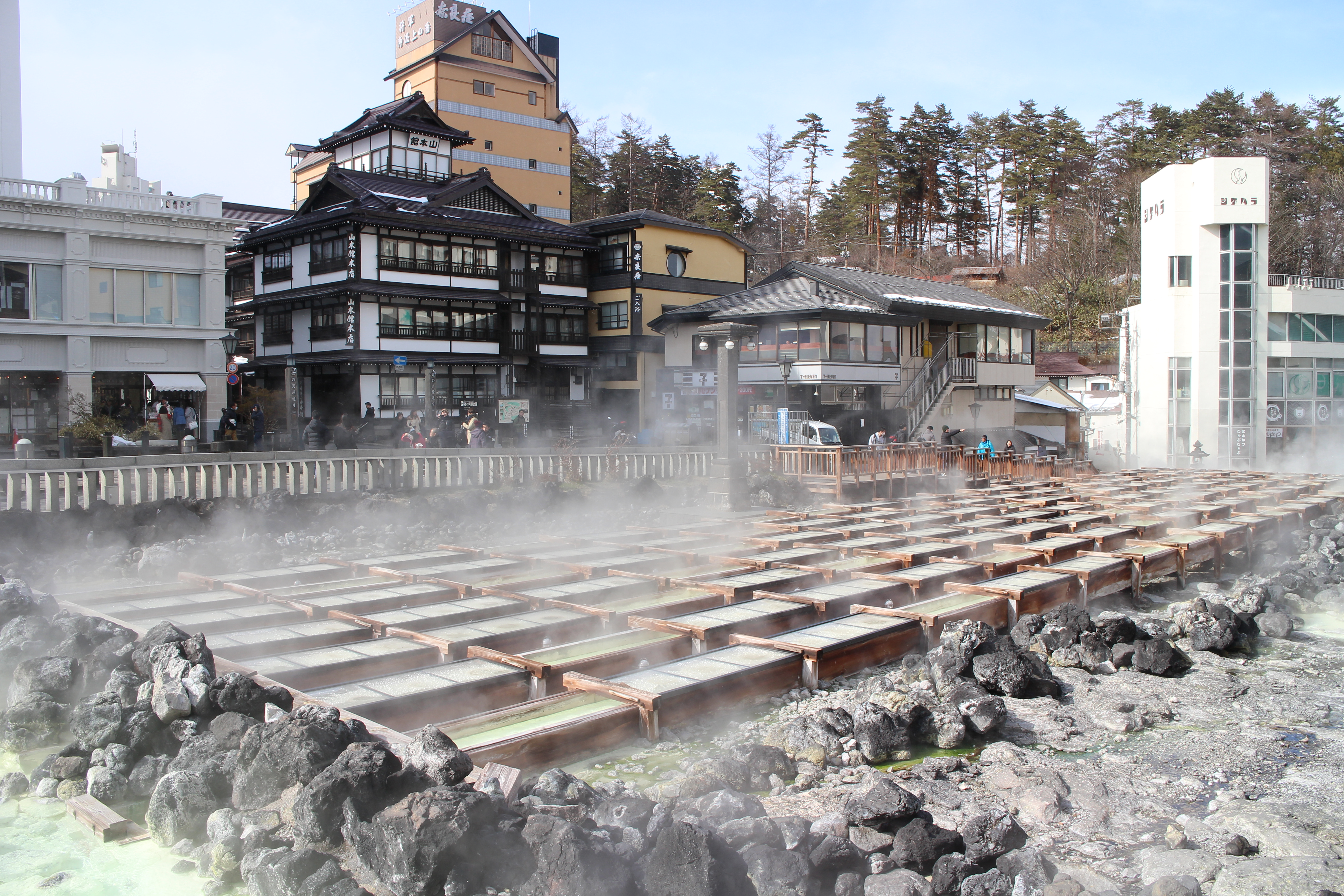
草津溫泉

湯治（日语：／ Tōji）是在溫泉地長期間（至少一週以上）停留，對特定疾病進行溫泉療養的行為，即泡湯治病。和當日來回或停留數日，以疲勞回復或觀光為目的的溫泉旅行不同。

## 歷史
湯治是日本自古以來的行為，在衛生知識、醫療技術並未十分發達的時代，透過飲泉或泡湯來治病。又因為佛教獎勵入浴、僧侶進行施浴等使湯治普及。
對身體特定部位有良好效能的溫泉，例如貝掛溫泉，有目之湯的異名，這類溫泉也會吸引特定的湯治客。
古代，湯治僅限於一部分權力者。但是，江戶時代以降，因為街道整備，使湯治也普及到一般人。明治時代以降，醫學近代化之際，在別府溫泉開設陸軍病院、海軍病院（現在改組為國立病院機構別府醫療中心等）實踐溫泉療法。1931年（昭和6年），九州帝國大學開設日本最初的溫泉療法研究設施。現在，湯治以皮膚病治療等較多。

## 湯治場
湯治場（日语：／ Tōjiba）是以湯治為目的的溫泉地，不接受短期的觀光客或保養客，大多是山間僻地的溫泉地，飲食以自炊為主。

## 著名的湯治場
以下是代表的湯治場。
- 菅野溫泉（北海道）
- 二股鐳溫泉（北海道）
- 酸湯（青森縣）
- 玉川溫泉、泥湯溫泉、乳頭溫泉鄉（秋田縣）
- 大澤溫泉、鉛溫泉、金田一溫泉、湯川溫泉（岩手縣）
- 鳴子溫泉（宮城縣）
- 肘折溫泉（山形縣）
- 早戶溫泉（福島縣）
- 草津溫泉（群馬縣）
- 出湯溫泉（新潟縣）
- 小川溫泉（富山縣）
- 塩田溫泉（兵庫縣）
- 三朝溫泉（鳥取縣）
- 俵山溫泉（山口縣）
- 長湯溫泉、鐵輪溫泉、明礬溫泉（大分縣）
- 地獄溫泉（熊本縣）

## 日本的湯治場

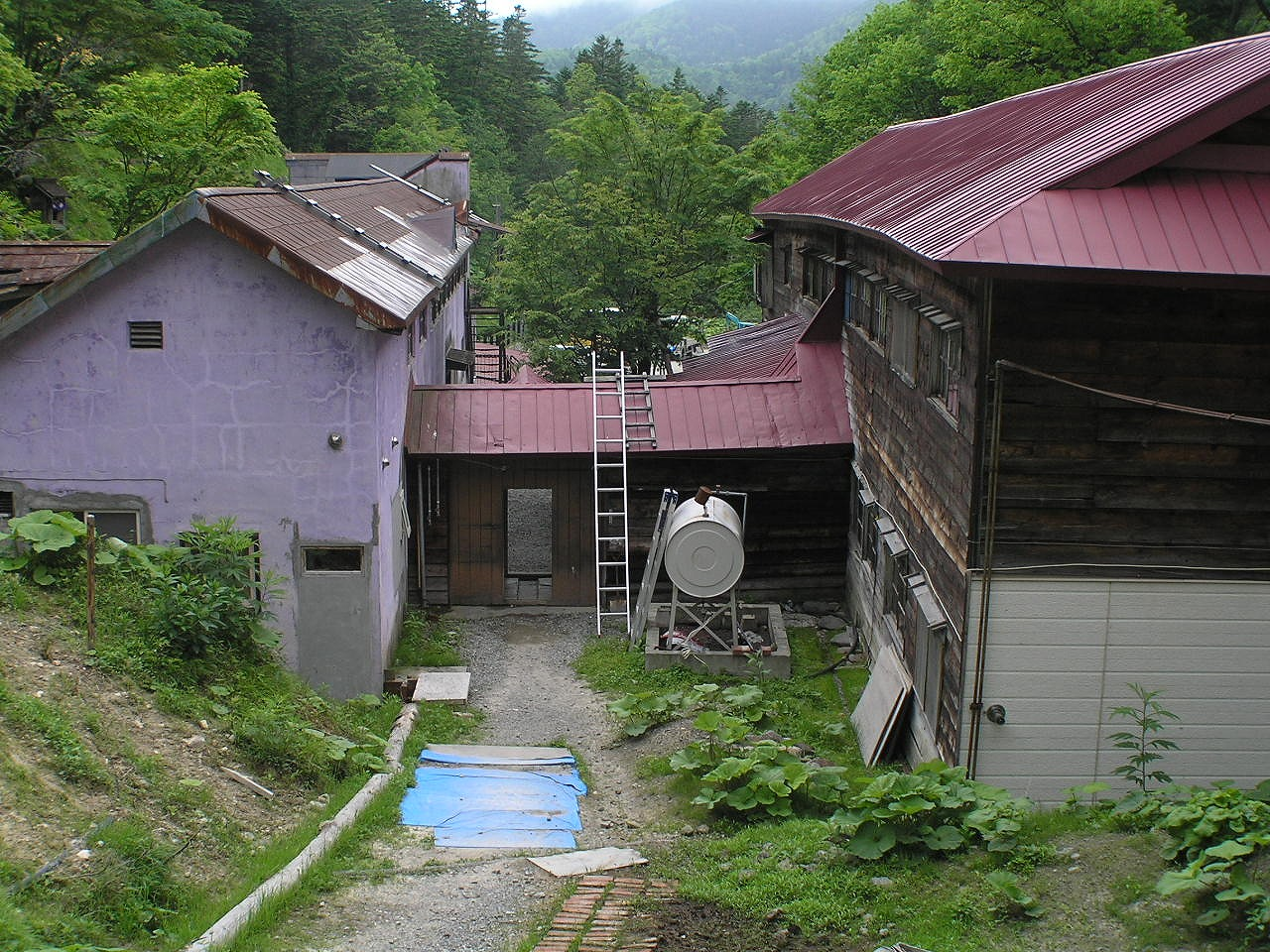
菅野溫泉（北海道）
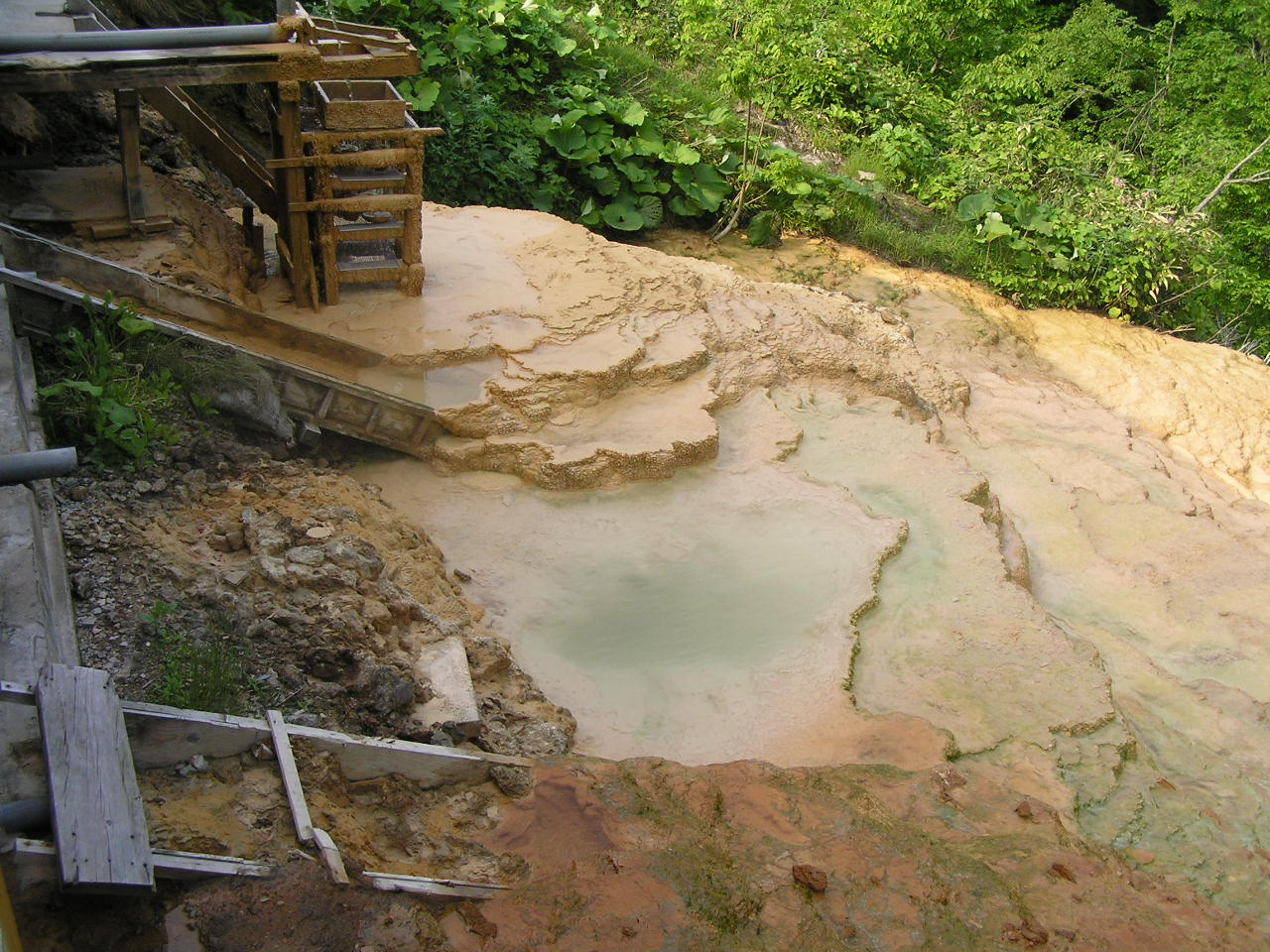
二股鐳溫泉（北海道）
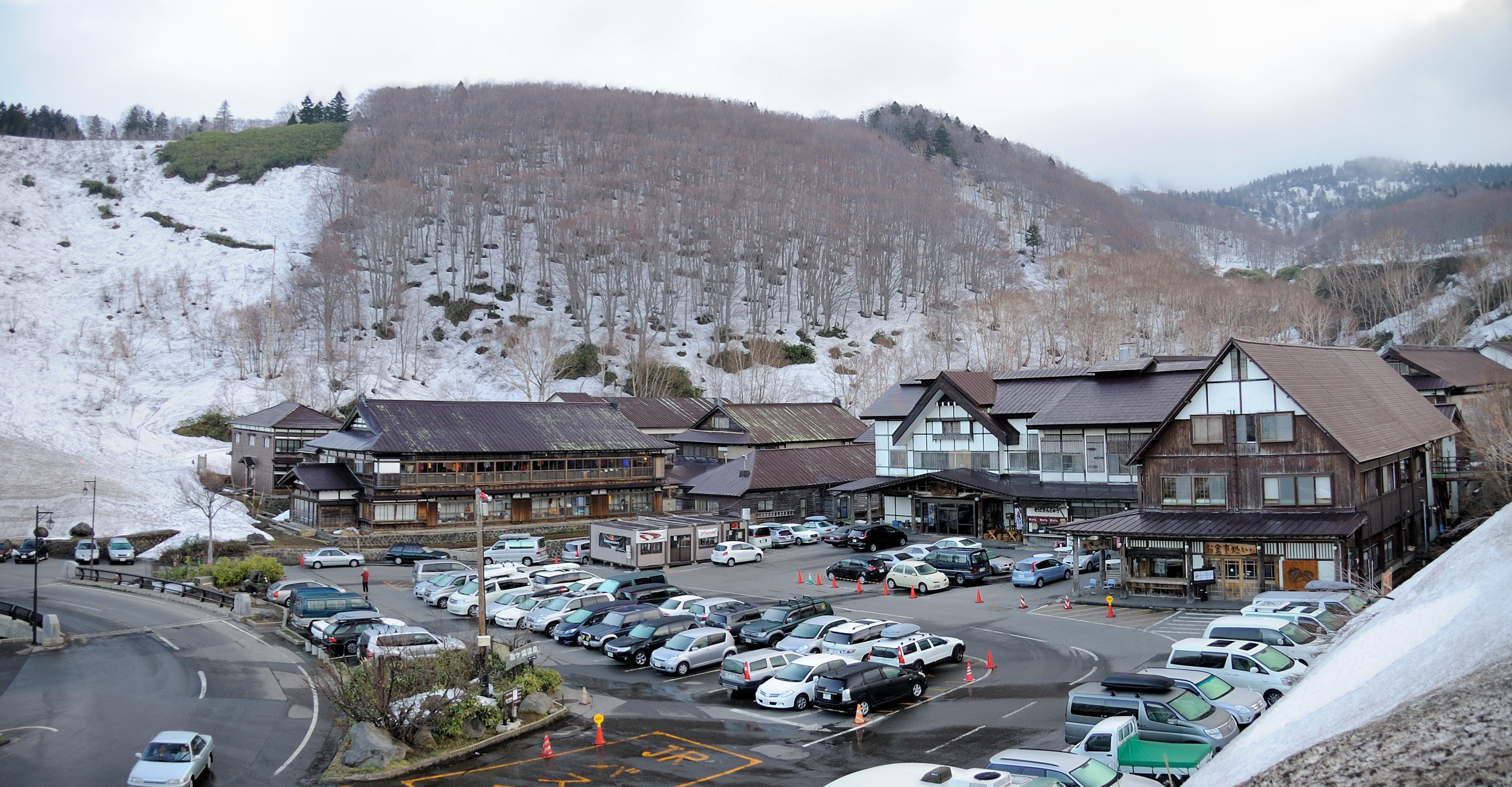
酸湯（青森縣）
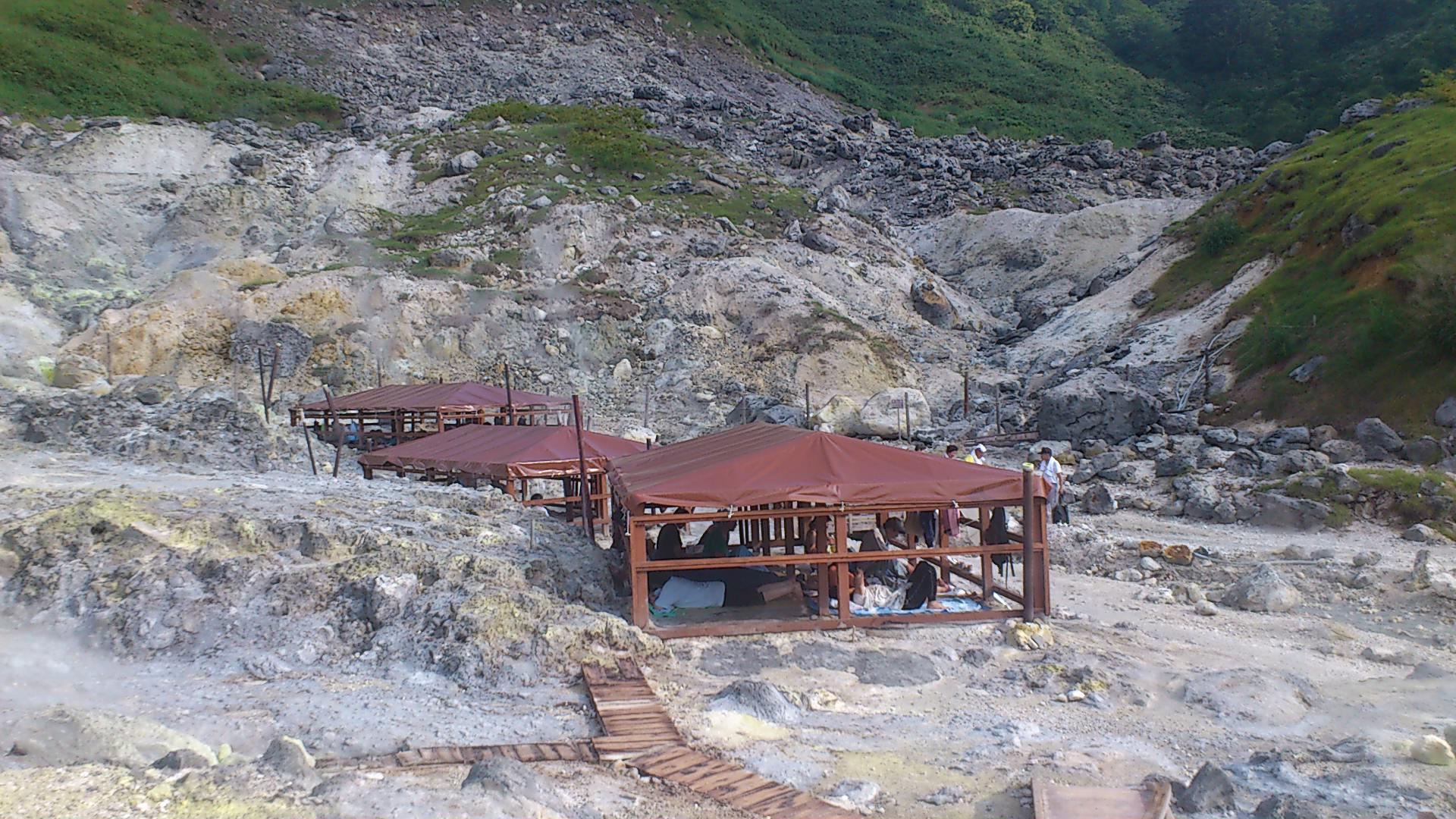
玉川溫泉（秋田縣）
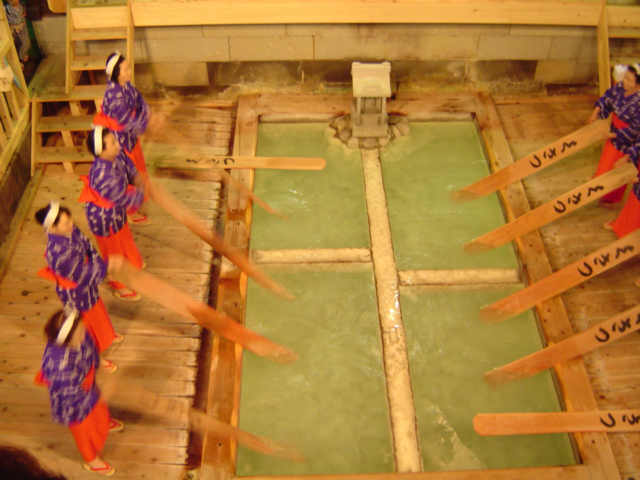
草津溫泉（群馬縣）
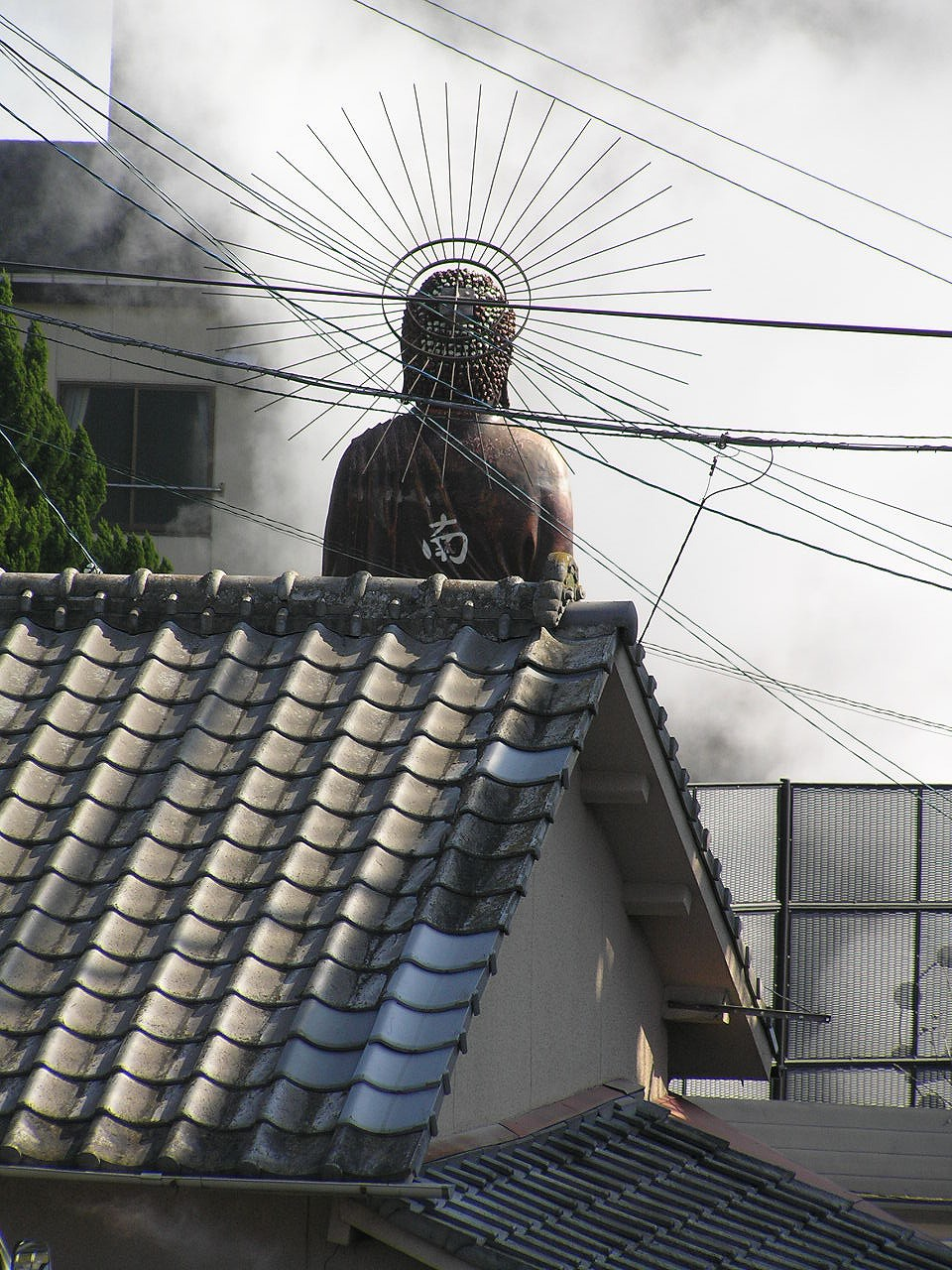
鐵輪溫泉（大分縣）
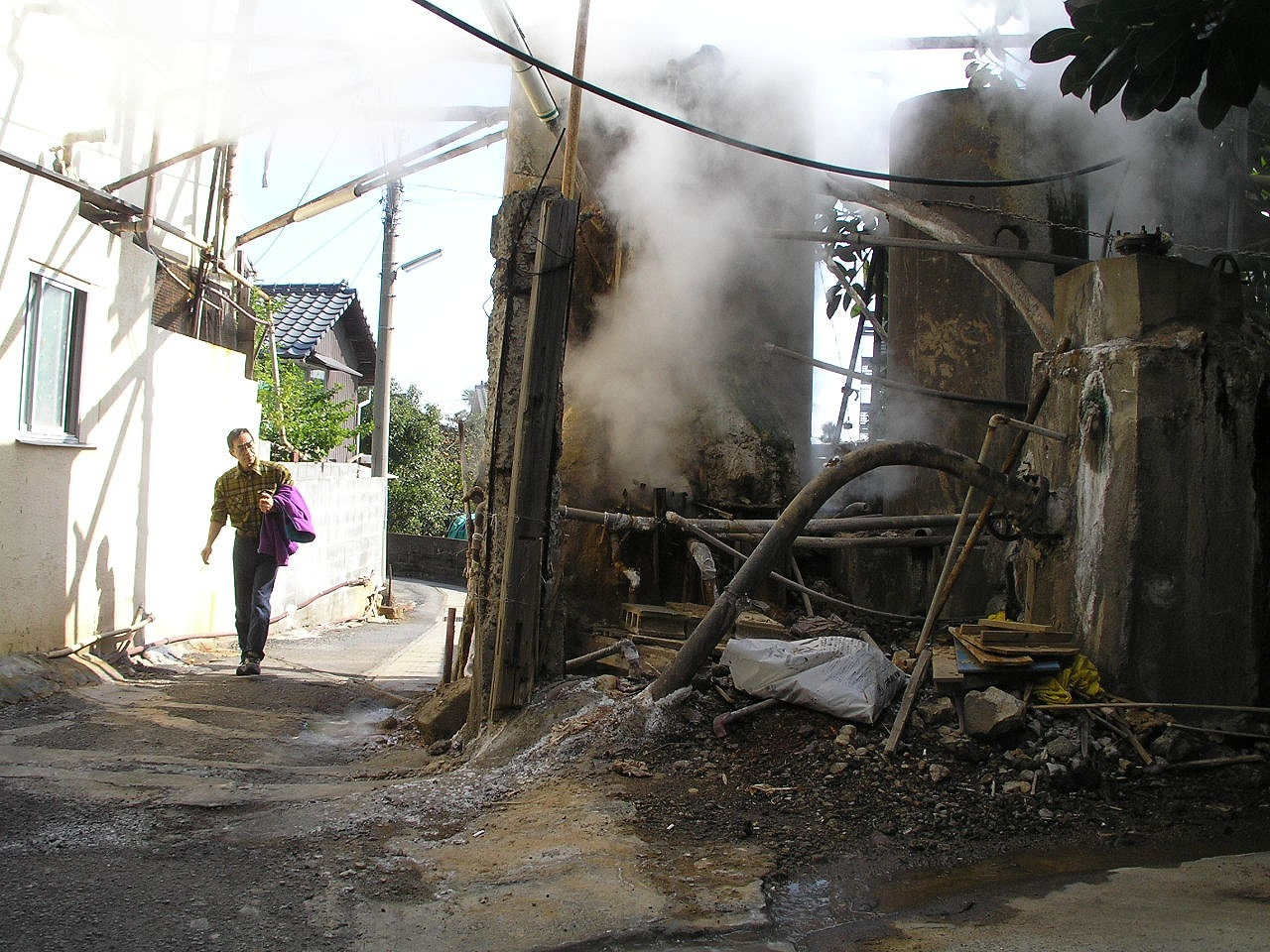
鐵輪溫泉（大分縣）
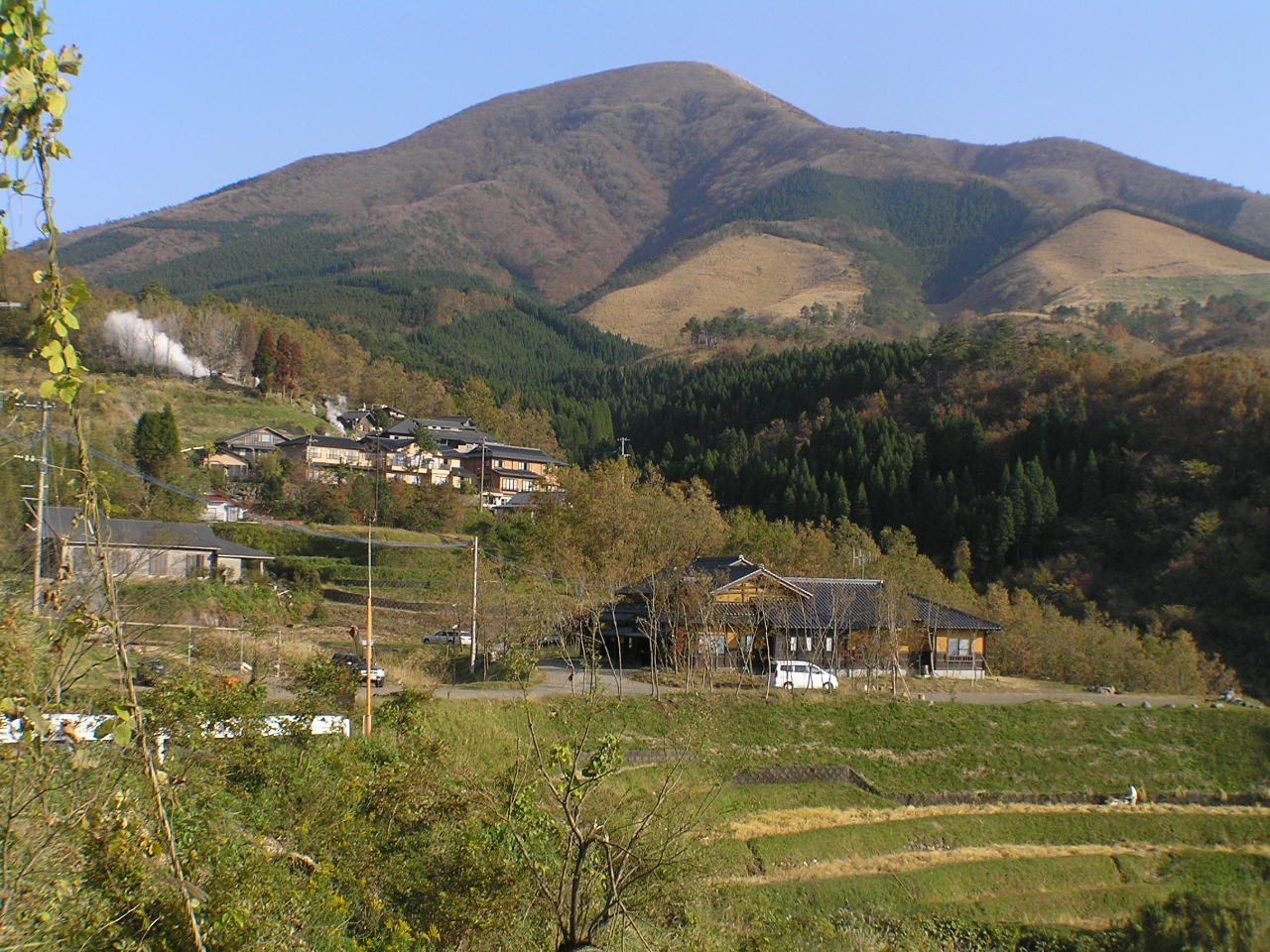
峐之湯溫泉（熊本縣）
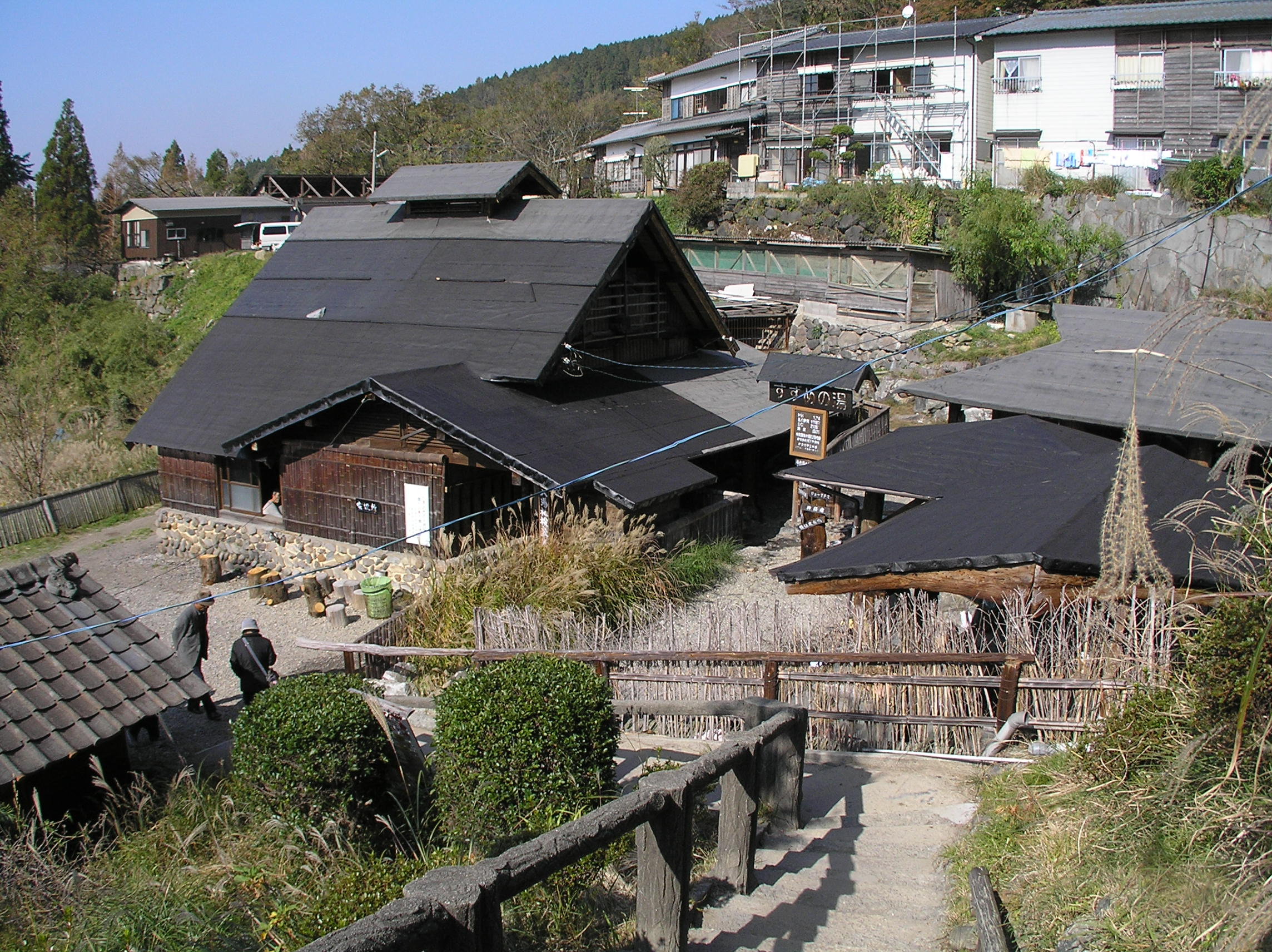
地獄溫泉（熊本縣）

## 關連項目
- 飲泉
- 地獄釜